# Белоносов, Александр Дмитриевич
Александр Дмитриевич Белоносов (1872, Сысертский Завод, Пермская губерния — 1919) — русский революционер, организатор и идейный руководитель первой социал-демократической организации в Шумихе (ныне Курганская область).

## Биография
Родился в 1872 году в семье кузнеца в посёлке Сысертский Завод Сысертской волости Екатеринбургского уезда Пермской губернии, ныне город Сысерть Сысертского городского округа Свердловской области.
Рано потеряв родителей, устроился на местный Сысертский завод. Позднее перебрался в Екатеринбург. Увлекся революционной деятельностью. В 1902 году вступил в РСДРП. В годы первой русской революции принимал активное участие в революционной борьбе в Челябинске. После того разгрома челябинской организации социал-демократов перебрался в Шумиху, работал машинистом водокачки на реке Миасс (которая протекает в пригороде Шумихи), и одновременно продолжал революционную работу. Создал подпольную организацию РСДРП.
С началом восстания чехословаков, Белоносов пытался наладить связь с большевиками города Челябинска которые ушли в подполье, но был арестован и отправлен в Александровский централ.
В 1919 году был освобождён восставшими рабочими вместе со другими заключёнными Иркутской тюрьмы. Погиб при возвращении домой, по некоторым данным — от истощения.

## Память
В городе Шумихе в честь Александра Белоносова названа улица в восточной части города.